# ألكسندر ياتسينكو
ألكسندر ياتسينكو (بالأوكرانية: Яценко Олександр Іванович)‏ (مواليد 24 فبراير 1985) هو لاعب كرة قدم. يلعب مع منتخب أوكرانيا لكرة القدم. سبق له أن لعب في كأس العالم لكرة القدم مع منتخب بلاده.

## روابط خارجية
- ألكسندر ياتسينكو على موقع الاتحاد الدولي (مؤرشف)  (الإنجليزية)
- ألكسندر ياتسينكو على موقع اتحاد أوكرانيا (الإنجليزية)
- ألكسندر ياتسينكو على موقع قاعدة بيانات كرة القدم.إي يو (الإنجليزية)
- ألكسندر ياتسينكو على موقع ناشيونال فوتبول تيمز (الإنجليزية)
- ألكسندر ياتسينكو على موقع Soccerway.com (الإنجليزية)
- ألكسندر ياتسينكو على موقع عالم كرة القدم.نت (الإنجليزية)